# Tineke Lagerberg
Catharina Bernadetta Jacoba „Tineke” Lagerberg (ur. 30 stycznia 1941) – holenderska pływaczka, brązowa medalistka olimpijska z Rzymu.
Specjalizowała się w stylu dowolnym i motylkowym. Zawody w 1960 były jej jedynymi igrzyskami olimpijskimi i zajęła trzecie miejsce na dystansie 400 metrów kraulem. W 1958 zdobyła złoto mistrzostw Europy w dwóch konkurencjach. Triumfowała na dystansie 100 m motylkiem i w kraulowej sztafecie 4 × 100 metrów.